# Droit des contrats en Nouvelle-Zélande
Le droit des contrats néo-zélandais était à l'origine dérivé du modèle anglais. Depuis 1969, il a été modifié par une série de lois adoptées par le Parlement néo-zélandais, et depuis lors, le droit des contrats néo-zélandais est « grandement […] distinct des autres juridictions ». Le principal élément du droit des contrats néo-zélandais est l'important pouvoir discrétionnaire laissé aux cours dans l'octroi de réparation. Ces changements étaient initialement non-souhaités, car la doctrine considérait qu'ils rendraient les solutions des différends contractuels imprévisibles et augmenteraient le nombre de poursuites, mais on admet généralement que cela ne s'est pas produit.

## Sources
- (en) Cet article est partiellement ou en totalité issu de l’article de Wikipédia en anglais intitulé « Law of New Zealand » (voir la liste des auteurs).